# Собор Пресвятой Девы Марии и Святой Елены
Собор Пресвятой Девы Марии и Святой Елены (англ. The Cathedral of St Mary and St Helen), также известный как Брентвудский собор — католический собор епархии Брентвуда. Находится в городе Брентвуд, Эссекс, Англия.

## История
Первоначальное здание Брентвудского собора в готическом стиле было построено как приходская церковь в 1861 году. Это относительно небольшая церковь получила статус кафедрального собора в 1917 году. В 1989—1991 годах церковь была перестроена и расширена в итальянском классическом стиле лауреатом премии Дрихауса Куинланом Терри. Оригинальное здание церкви с южной стороны было сохранено.

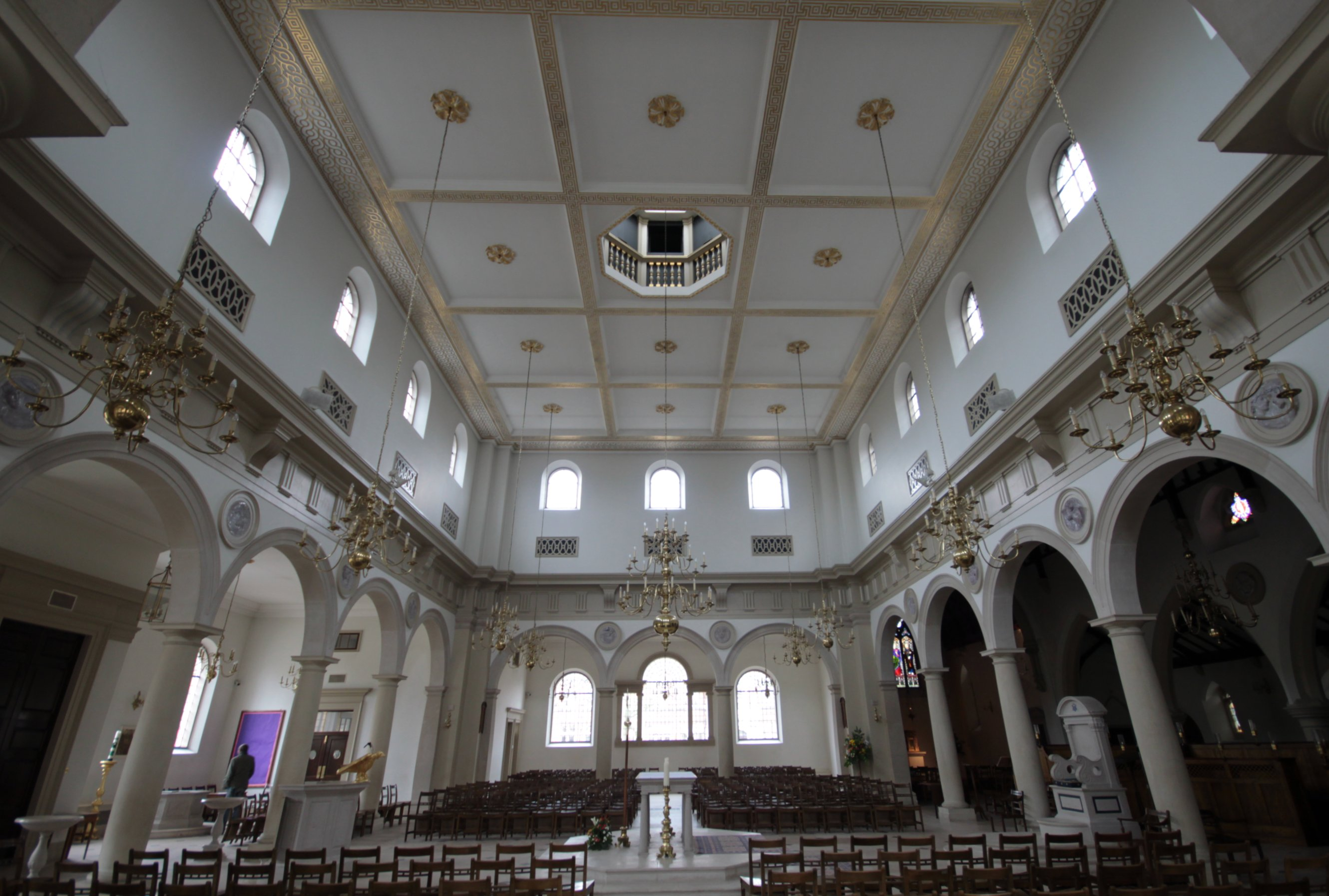
Неф

В архитектурном плане Терри черпал вдохновение в раннем итальянском Возрождением и английском барокко Кристофера Рена. Собор был спроектирован по плану квадрата, с акцентом на главном алтаре, который помещён в неф в соответствии с требованиями Второго Ватиканского собора.
Средства на возведение нового собора были пожертвованы анонимными спонсорами. Вмещает 1600 человек. Собор был освящён во имя Пресвятой Девы Марии и святой Елены кардиналом Бэзилом Хьюмом 31 мая 1991 года. В соборе имеется орган и действует хор.